# St. Markus (Regensburg)

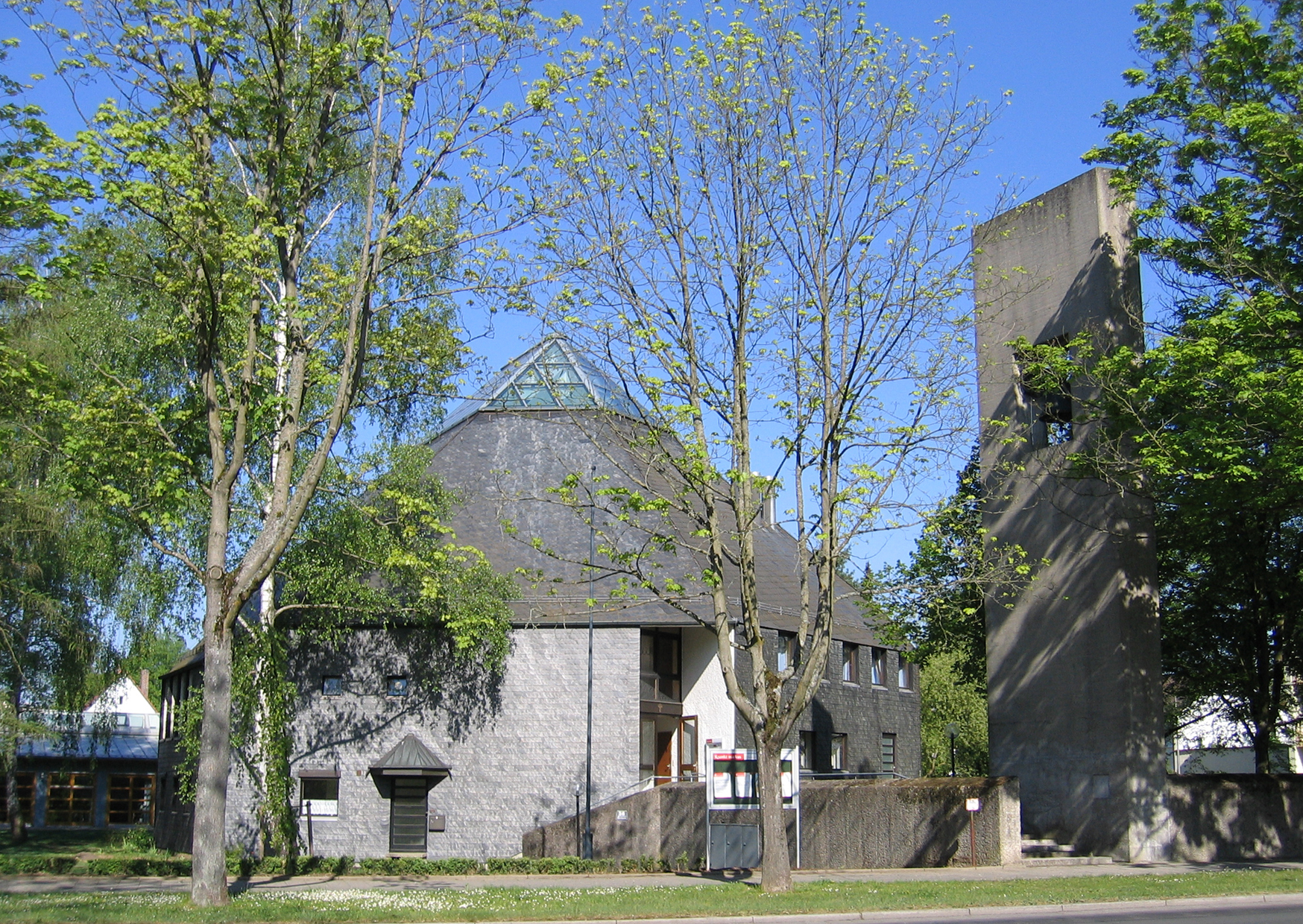

Die evangelisch-lutherische Pfarrkirche St. Markus steht in der Killermannstr. 56 im Westen von Regensburg.

## Geschichte

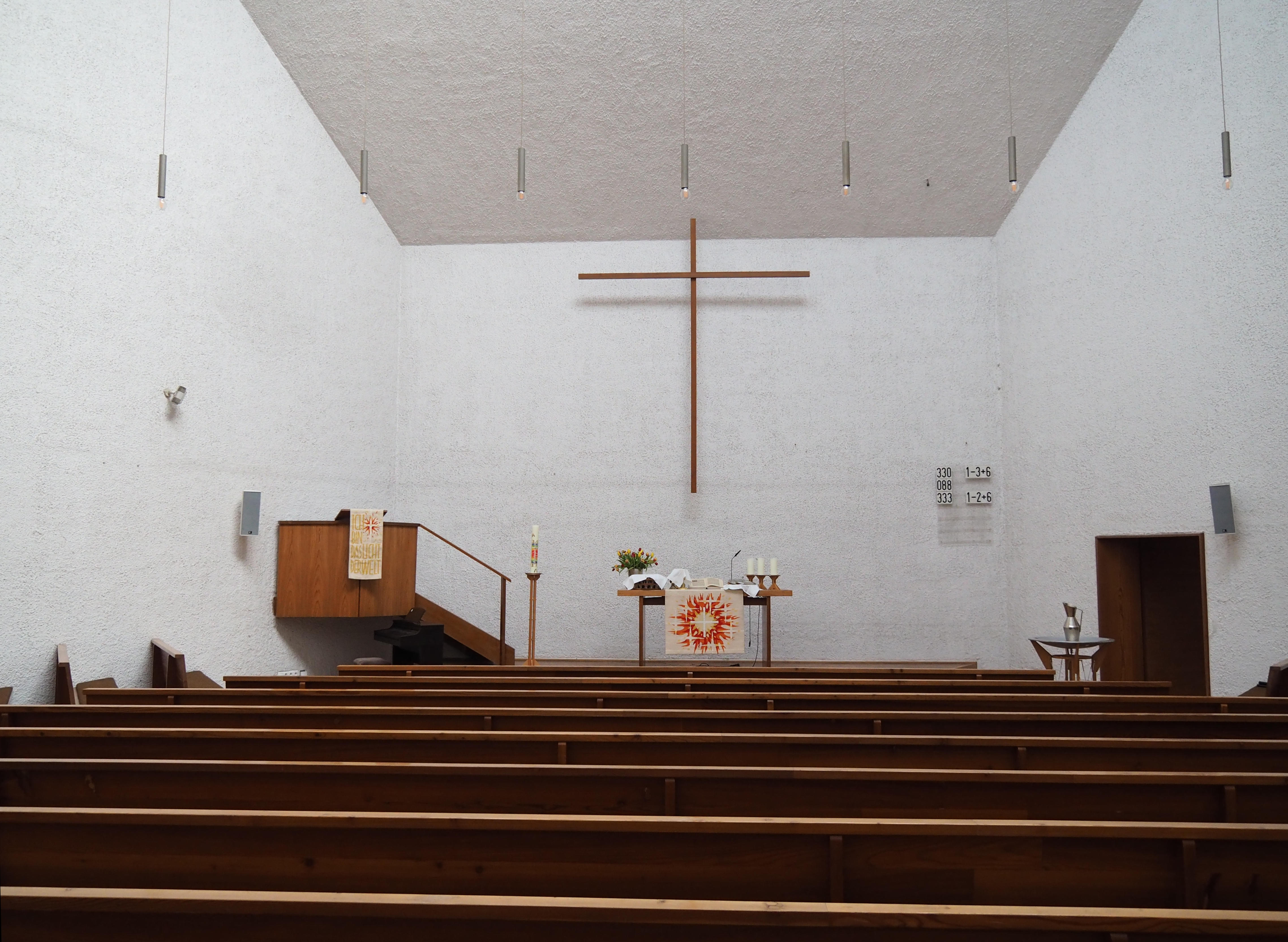
Innenansicht

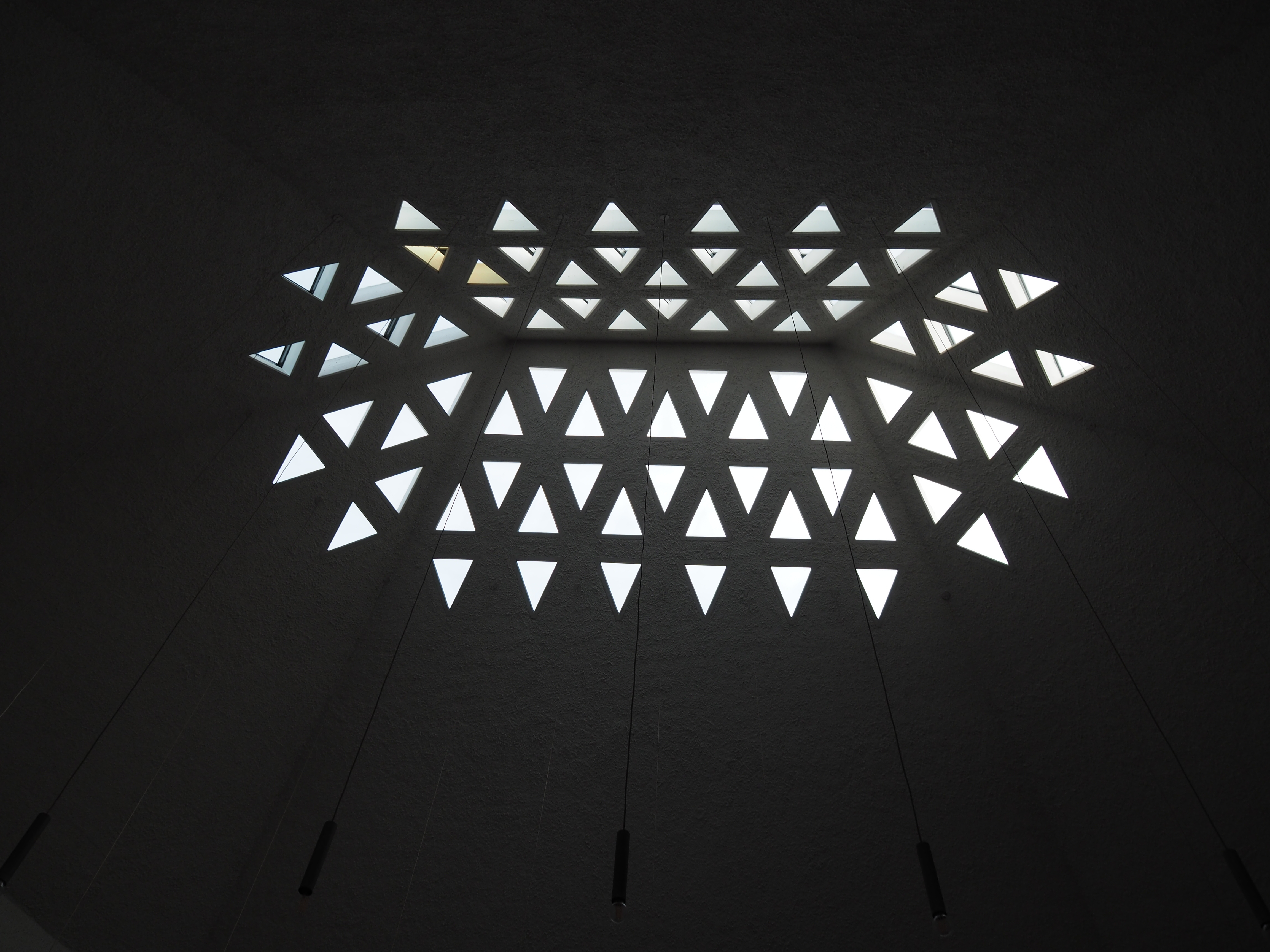
Deckenfenster

Nachdem Prüfening in der Nachkriegszeit als Siedlungsgebiet erschlossen wurde, begann eine rege Bautätigkeit. Dieser Umstand führte 1958 zur Planung einer Kirche. Nachdem am 13. November 1965 mit den Erdarbeiten begonnen wurden, konnte die Grundsteinlegung am 11. Juni 1966 erfolgen. Werner Eichberg entwarf einen sechseckigen Baukörper, der an einen Bergkristall erinnert.
Am 10. September 1967 wurde die Kirche eingeweiht.
Am 4. Mai 1970 wurde das Gemeindegebiet vom Gebiet der Dreieinigkeitskirche abgetrennt und zu einer eigenen Kirchengemeinde erklärt.
Am 8. April 1994 wurde der Grundstein im westlichen Grundstücksbereich für ein Gemeindehaus und einen Kindergarten gelegt, welche am 7. Mai 1995 eingeweiht wurden.

## Beschreibung
Der Baukörper ist ein sechseckiger Zentralbau mit Kirche, Sakristei und Gruppenräume. Die von den Seitenwänden bis in die Dachspitze hineinlaufenden teilweise verglasten Dreiecks- und Trapezflächen vervollständigen das Kirchenschiff zu einer naturgetreuen Nachbildung eines Bergkristalls. Das so gebildete Deckenfenster lässt das Tageslicht gleichmäßig in den Raum fluten. Der hell getünchte schmucklose Raum der Kirche wird harmonisch durch die Kircheninnenausstattung aus Naturholz kontrastiert.

## Orgel

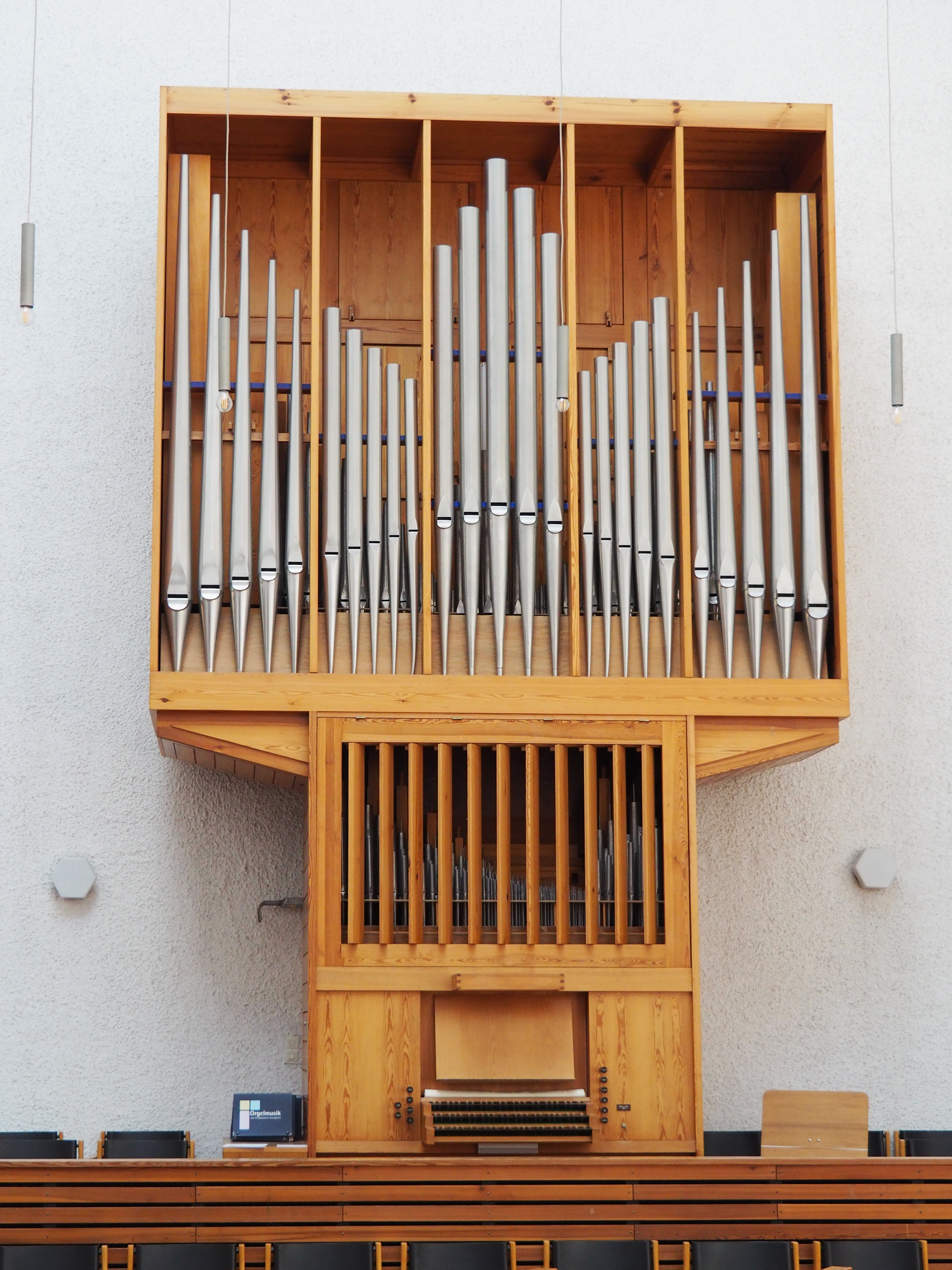
Orgel

Nach musikalischer Gestaltung der Gottesdienste mit einem Harmonium, konnte 1969 die ehemalige Orgel der Bruderhauskirche als Interimsorgel eingebaut werden. Im Frühjahr 1978 wurde ein Orgelbauauftrag an Georg Jann vergeben. Das rein mechanische Schleifladeninstrument hat elf Register auf drei Manuale und Pedal. Das erste Manual dient als Koppelmanual. Die Disposition lautet:
| I Koppelmanual C–g3 |

| II Hauptwerk C–g3 |       |
| Schwegel          | 8′    |
| Prinzipal         | 4′    |
| Blockflöte        | 2′    |
| Vorabzug Mixtur   | 1′    |
| Mixtur IV         | 1 ⁄3′ |

| III Schwellwerk C–g3 |        |
| Holzgedackt          | 8′     |
| Rohrflöte            | 4′     |
| Kleinpommer          | 2′     |
| Terzian              | 1 3⁄5′ |
| Quinte               | 1 ⁄3′  |
| Tremulant            |        |

| Pedal C–f3 |     |
| Subbass    | 16′ |
| Gemshorn   | 8′  |

- Koppeln: II/P, III/P
- Spielhilfe: Schwelltritt

## Glocke
Die 500 Kilogramm schwere Glocke wurde von Schilling in Heidelberg gegossen. Sie trägt die Aufschrift: „Traut der Frohbotschaft“.